# George Barbier (Schauspieler)
George W. Barbier (* 19. November 1864 in Philadelphia, Pennsylvania; † 19. Juli 1945 in Hollywood, Kalifornien) war ein US-amerikanischer Film- und Theaterschauspieler.

## Leben und Wirken
George Barbier erhielt eine Ausbildung als protestantischer Pfarrer, ehe er sich für eine Karriere als Schauspieler am Theater entschied. Er spielte am Broadway in New York in knapp zwanzig Produktionen zwischen 1900 und 1931. Unter Barbiers Auftritten waren Erfolgsstücke wie Der Glöckner von Notre-Dame und The Front Page. Seine Filmkarriere begann allerdings erst im Jahr 1930, nach einer 40 Jahre langen Bühnenkarriere. Sein erster Film war eine größere Nebenrolle in The Big Pond an der Seite von Maurice Chevalier. Mit Chevalier drehte er in den folgenden Jahren noch weitere Filme, etwa Die lustige Witwe aus dem Jahr 1934. George Barbier, bei seinem Filmdebüt bereits Mitte 60, spielte bis zu seinem Tod in insgesamt 88 Filmen.
Der korpulente, weißhaarige Charakterdarsteller verkörperte häufig Autoritätsfiguren, etwa steinreiche Industrielle oder standesbewusste Väter. Vor allem war er in Komödien zu sehen. In Ernst Lubitschs Komödien Der lächelnde Leutnant (1931) und Die lustige Witwe (1934) spielte er jeweils neben Maurice Chevalier eher komisch erscheinende Könige. In Seine Sekretärin von 1936 verkörperte Barbier den Medienmogul Underwood an der Seite Clark Gable. Zwei Jahre später war er als Herrscher Kublai Khan im Abenteuerfilm Die Abenteuer des Marco Polo (1938) mit Gary Cooper zu sehen. Eine seiner letzten bedeutenden Rollen hatte er in Yankee Doodle Dandy, der Filmbiografie über den Entertainer George M. Cohan, die 1943 drei Oscars erhielt. George Barbier starb 1945 plötzlich im Alter von 80 Jahren, bis zu seinem Tod hatte er als Schauspieler gearbeitet. Er war mit der Theaterschauspielerin Carolyn L. Thatcher (1870–1939) verheiratet.

## Filmografie (Auswahl)
- 1930: The Big Pond
- 1931: Der lächelnde Leutnant (The Smiling Lieutenant)
- 1931: Verhängnis eines Tages (24 Hours)
- 1931: Girls About Town
- 1932: Verhaftung um Mitternacht (Strangers in Love)
- 1932: Eine Stunde mit Dir (One Hour With You)
- 1932: Beine sind Gold wert (Million Dollar Legs)
- 1933: A Lady’s Profession
- 1933: Tillie and Gus
- 1933: Revolution der Jugend (This Day and Age)
- 1933: Alles für das Kind (A Bedtime Story)
- 1933: Flammenreiter (Sunset Pass)
- 1934: Wo ist das Kind der Madeleine F.? (Miss Fane's Baby is Stolen)
- 1934: Die lustige Witwe (The Merry Window)
- 1934: Harold Lloyd, der Strohmann (The Cat's Paw)
- 1934: Meine Damen, zugehört! (Ladies Should Listen)
- 1934: She Loves Me Not
- 1935: Kreuzritter – Richard Löwenherz (The Crusades)
- 1935: Broadway Gondolier
- 1936: Ausgerechnet Weltmeister (The Milky Way)
- 1936: Seine Sekretärin (Wife vs. Secretary)
- 1936: Eine Prinzessin für Amerika (The Princess Comes Across)
- 1937: It’s Love I’m After
- 1937: Waikiki Wedding
- 1937: Gehn wir bummeln (On the Avenue)
- 1938: Tarzans Revenge
- 1938: Die Abenteuer des Marco Polo (The Adventures of Marco Polo)
- 1938: Little Miss Broadway
- 1938: Singende Herzen (Sweethearts)
- 1939: Remember?
- 1940: Rache für Jesse James (The Return of Frank James)
- 1941: Der Dollarregen (Million Dollar Baby)
- 1942: Der Mann, der zum Essen kam (The Man Who Came to Dinner)
- 1942: Yankee Doodle Dandy
- 1943: Hello, Frisco, Hello
- 1944: Week-End Pass
- 1945: Blonde Ransom